# Premio Nacional de Literatura de Chile
El Premio Nacional de Literatura de Chile, perteneciente a los Premios Nacionales de Chile, es considerado el mayor galardón de literatura de este país. Fue creado el 9 de noviembre de 1942 durante la presidencia de Juan Antonio Ríos.
El premio consiste en una entrega indivisible de una suma de dinero y una pensión vitalicia. Se otorgó anualmente hasta su modificación el 8 de enero de 1972, fecha en que comenzó a entregarse cada dos años.
Para su otorgamiento se considera la calidad del conjunto de la producción de un autor, sin discriminación de los géneros de su especialidad.

## Lista de galardonados
| Año  | Escritor                               | Especialidad                                     | Fotografía | Principales obras |
| ---- | -------------------------------------- | ------------------------------------------------ | ---------- | --- |
| 1942 | Augusto d'Halmar (1882-1950)           | Novelista y cuentista                            |            | Juana Lucero (1902) Pasión y muerte del cura Deusto (1924)                                                                    |
| 1943 | Joaquín Edwards Bello (1887-1968)      | Novelista y cronista                             |            | El Roto (1920) El chileno en Madrid (1928)                                                                                    |
| 1944 | Mariano Latorre (1886-1955)            | Novelista y cuentista                            |            | Zurzulita (1920) On Panta (1935)                                                                                              |
| 1945 | Pablo Neruda (1904-1973)               | Poeta                                            |            | Veinte poemas de amor y una canción desesperada (1924) Residencia en la Tierra (1931-35) Canto general (1950)                 |
| 1946 | Eduardo Barrios (1884-1963)            | Cuentista, dramaturgo y novelista                |            | El niño que enloqueció de amor (1915) El hermano asno (1922)                                                                  |
| 1947 | Samuel Lillo (1870-1958)               | Poeta y novelista                                |            | Poesías (1900) Canciones de Arauco (1908)                                                                                     |
| 1948 | Ángel Cruchaga Santa María (1893-1964) | Poeta y cronista                                 |            | Job (1922) Afán del corazón (1933)                                                                                            |
| 1949 | Pedro Prado (1886-1952)                | Poeta, ensayista y novelista                     |            | Los pájaros errantes (1915) Alsino (1920)                                                                                     |
| 1950 | José Santos González Vera (1897-1970)  | Novelista                                        |            | Vidas mínimas (1923) Alhué (1928)                                                                                             |
| 1951 | Gabriela Mistral (1889-1957)           | Poeta                                            |            | Desolación (1922) Tala (1938)                                                                                                 |
| 1952 | Fernando Santiván (1886-1973)          | Novelista y cuentista                            |            | El crisol (1913) La hechizada (1916)                                                                                          |
| 1953 | Daniel de la Vega (1892-1971)          | Poeta, dramaturgo, cronista y novelista          |            | Luz de candilejas: el teatro y sus miserias (1930) Fechas apuntadas en la pared (1932)                                        |
| 1954 | Víctor Domingo Silva (1882-1960)       | Poeta, dramaturgo y novelista                    |            | La nueva Marsellesa (1903) Golondrina de invierno (1912)                                                                      |
| 1955 | Francisco Antonio Encina (1874-1965)   | Ensayista                                        |            | Nuestra inferioridad económica, sus causas, sus consecuencias (1912) Historia de Chile desde la Prehistoria hasta 1891 (1952) |
| 1956 | Max Jara (1886-1965)                   | Poeta                                            |            | ¿Poesías...? (1914) Asonantes: (tono menor) (1922)                                                                            |
| 1957 | Manuel Rojas (1896-1973)               | Novelista y cuentista                            |            | El delincuente, el vaso de leche y otros cuentos (1929) Hijo de ladrón (1951)                                                 |
| 1958 | Diego Dublé Urrutia (1877-1967)        | Poeta                                            |            | Veinte años (1898) Fontana cándida (1953)                                                                                     |
| 1959 | Hernán Díaz Arrieta (1891-1984)        | Ensayista y crítico literario                    |            | La sombra inquieta (1915) Historia personal de la literatura chilena (1954)                                                   |
| 1960 | Julio Barrenechea (1910-1979)          | Poeta y novelista                                |            | El mitín de las mariposas (1930) Diario morir (1954)                                                                          |
| 1961 | Marta Brunet (1897-1967)               | Novelista y cuentista                            |            | Montaña adentro (1923) Cuentos para Mari-Sol (1938)                                                                           |
| 1962 | Juan Guzmán Cruchaga (1895-1979)       | Poeta y dramaturgo                               |            | Agua del cielo (1924) Canción y otros poemas (1942)                                                                           |
| 1963 | Benjamín Subercaseaux (1902-1973)      | Novelista y ensayista                            |            | Chile o una loca geografía (1940) Tierra de océano. La epopeya marítima de un pueblo terrestre (1946)                         |
| 1964 | Francisco Coloane (1910-2002)          | Cuentista y novelista                            |            | El último grumete de la Baquedano (1941) Los conquistadores de la Antártida (1945)                                            |
| 1965 | Pablo de Rokha (1894-1968)             | Poeta                                            |            | Epopeya de las bebidas y comidas de Chile (1945) Fuego negro (1953)                                                           |
| 1966 | Juvencio Valle (1900-1999)             | Poeta                                            |            | Nimbo de piedra (1941) Del monte en la ladera (1960)                                                                          |
| 1967 | Salvador Reyes Figueroa (1899-1970)    | Novelista y cuentista                            |            | Barco ebrio (1923) El continente de los hombres solos (1956)                                                                  |
| 1968 | Hernán del Solar (1901-1985)           | Ensayista, poeta, novelista y cuentista infantil |            | Viento verde (1940) La noche de enfrente (1952)                                                                               |
| 1969 | Nicanor Parra (1914-2018)              | Poeta                                            |            | Cancionero sin nombre (1937) Poemas y antipoemas (1954)                                                                       |
| 1970 | Carlos Droguett (1912-1996)            | Novelista y cuentista                            |            | Sesenta muertos en la escalera (1953) Eloy (1960)                                                                             |
| 1971 | Humberto Díaz Casanueva (1906-1992)    | Poeta                                            |            | El aventurero de Saba (1926) La hija vertiginosa (1954)                                                                       |
| 1972 | Edgardo Garrido (1888-1976)            | Novelista                                        |            | El barco inmóvil (1928) El hombre en la montaña (1933)                                                                        |
| 1974 | Sady Zañartu (1893-1983)               | Novelista y cuentista                            |            | La sombra del corregidor (1927) Santiago: Calles viejas (1934)                                                                |
| 1976 | Arturo Aldunate Phillips (1902-1985)   | Poeta                                            |            | Matemática y poesía: ensayo y entusiasmo (1940) Los robots no tienen a Dios en el corazón (1963)                              |
| 1978 | Rodolfo Oroz (1895-1997)               | Ensayista y filólogo                             |            | El castellano de nuestros deportistas (football-balompié) (1927) La lengua castellana en Chile (1966)                         |
| 1980 | Roque Esteban Scarpa (1914-1995)       | Novelista y ensayista                            |            | Mortal mantenimiento (1942) Una mujer nada de tonta (1976)                                                                    |
| 1982 | Marcela Paz (1902-1985)                | Novelista                                        |            | Papelucho (1947) Perico trepa por Chile (1978)                                                                                |
| 1984 | Braulio Arenas (1913-1988)             | Poeta, dramaturgo y novelista                    |            | Adiós a la familia (1961) El laberinto de Greta (1971)                                                                        |
| 1986 | Enrique Campos Menéndez (1914-2007)    | Novelista                                        |            | Kupén: cuentos de la Tierra del Fuego (1940) Bernardo O'Higgins: el padre de la patria chilena (1942)                         |
| 1988 | Eduardo Anguita (1914-1992)            | Poeta                                            |            | Venus en el pudridero (1967)                                                                                                  |
| 1990 | José Donoso (1924-1996)                | Novelista                                        |            | El lugar sin límites (1966) El obsceno pájaro de la noche (1970)                                                              |
| 1992 | Gonzalo Rojas (1916-2011)              | Poeta                                            |            | Contra la muerte (1964) Oscuro (1977)                                                                                         |
| 1994 | Jorge Edwards (1931-2023)              | Novelista y cuentista                            |            | El patio (1952) El museo de cera (1981)                                                                                       |
| 1996 | Miguel Arteche (1926-2012)             | Poeta, novelista y ensayista                     |            | Destierros y tinieblas (1963) La disparatada vida de Félix Palissa (1971)                                                     |
| 1998 | Alfonso Calderón (1930-2009)           | Poeta, novelista y ensayista                     |            | Isla de los bienaventurados (1973) Poemas para clavecín (1978)                                                                |
| 2000 | Raúl Zurita (1950-)                    | Poeta                                            |            | Purgatorio (1979) Anteparaíso (1982) La vida nueva (1994)                                                                     |
| 2002 | Volodia Teitelboim (1916-2008)         | Ensayista                                        |            | Hijo del salitre (1952) Neruda (1984)                                                                                         |
| 2004 | Armando Uribe (1933-2020)              | Poeta y ensayista                                |            | No hay lugar (1970) El libro negro de la intervención norteamericana en Chile (1974)                                          |
| 2006 | José Miguel Varas (1928-2011)          | Novelista y cuentista                            |            | Neruda y el huevo de Damocles (1991)                                                                                          |
| 2008 | Efraín Barquero (1931-2020)            | Poeta                                            |            | La piedra del pueblo (1954) Mujeres de oscuro (1993)                                                                          |
| 2010 | Isabel Allende (1942-)                 | Novelista                                        |            | La casa de los espíritus (1982) Inés del alma mía (2006)                                                                      |
| 2012 | Óscar Hahn (1938-)                     | Poeta                                            |            | Esta rosa negra (1961) En un abrir y cerrar de ojos (2006)                                                                    |
| 2014 | Antonio Skármeta (1940-2024)           | Novelista                                        |            | Ardiente paciencia (1985) El baile de la victoria (2003)                                                                      |
| 2016 | Manuel Silva Acevedo (1942-)           | Poeta                                            |            | Lobos y ovejas (1972) Día quinto (2002)                                                                                       |
| 2018 | Diamela Eltit (1947-)                  | Novelista                                        |            | Lumpérica (1983) El cuarto mundo (1988)                                                                                       |
| 2020 | Elicura Chihuailaf (1952-)             | Poeta                                            |            | De sueños azules y contrasueños (1995) Recado confidencial a los chilenos (1999)                                              |
| 2022 | Hernán Rivera Letelier (1950-)         | Novelista y poeta                                |            | La reina Isabel cantaba rancheras (1994) Santa María de las flores negras (2002)                                              |
| 2024 | Elvira Hernández (1951-)               | Poeta y ensayista                                |            | La bandera de Chile (1991) Pájaros desde mi ventana (2018)                                                                    |